# Josef Myslimír Ludvík

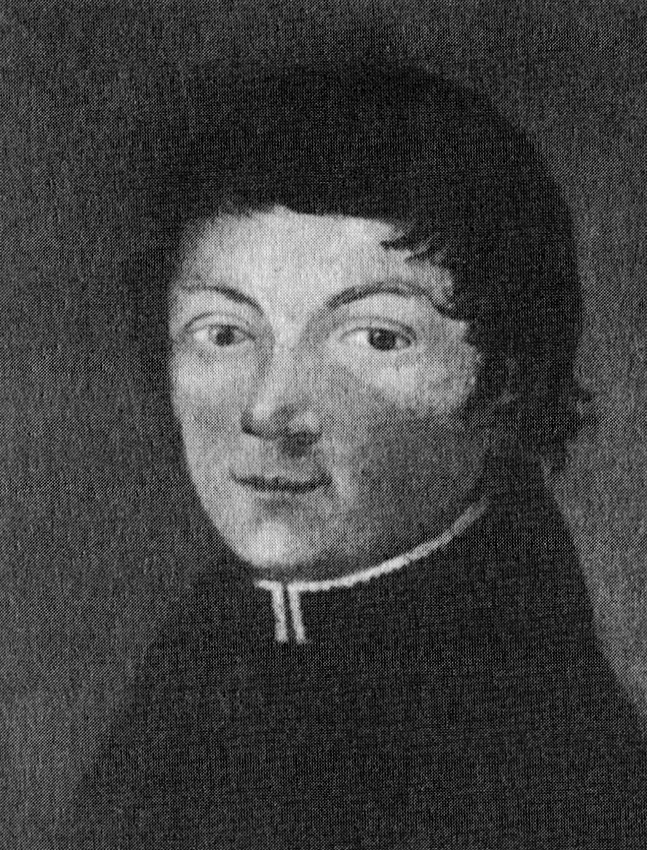
Josef Myslimír Ludvík

Josef Myslimír Ludvík (* 2. April 1796 in Dolany, Königgrätzer Kreis; † 1. Januar 1856 in Malá Skalice) war ein tschechischer patriotisch gesinnter Schriftsteller sowie Römisch-katholischer Priester.

## Leben
Josef Myslimír Ludvík war der Sohn eines Bauern. Von 1808 bis 1813 besuchte er das deutschsprachige Stiftsgymnasium des Klosters Braunau. Anschließend studierte er Philosophie bei den Piaristen in Litomyšl, das damals ein Zentrum der Nationalen Wiedergeburt war. Anschließend studierte er Katholische Theologie am Königgrätzer Priesterseminar. 1819 erhielt er die Priesterweihe.
Ab 1820 war er Hofkaplan am Náchoder Schloss, das damals der Herzogin Wilhelmine von Sagan gehörte. Dadurch hatte er Zugang sowohl zum Schloss- als auch zum Náchoder Stadtarchiv, die er zur Erforschung der Geschichte von Stadt und Herrschaft Nachod benutzen konnte. 1821 gehörte er zu den etwa 30 Gründungsmitgliedern der Náchoder „Čtenářská společnost“ (Literarische Gesellschaft), über die er einen Aufsatz für die Zeitschrift „Čechoslav“ verfasste. Auch nachdem der Verein fünf Jahre später wieder aufgelöst wurde, verfolgte er die gesetzten Ziele weiter. Die von der Čtenářská společnost angeschafften Bücher und Zeitschriften vermehrte Ludvík mit ungefähr 100 eigenen Büchern, die er an Leseinteressierte verlieh. Später bildeten sie den Grundstock der Náchoder Schulbücherei. In seinen pädagogischen und patriotischen Anliegen wurde er u. a. von Josef Regner unterstützt, dem Náchoder Mitkaplan und späteren Pfarrer von Hronov.
1831 gehörte Ludvík zu den Mitbegründern der Matice česká, die das Ziel verfolgte, die Tschechische Sprache in Literatur und Bildung zu festigen. 1833 wurde er als Kaplan nach Svatoňovice versetzt, ein Jahr später als Lokalist nach Studnice. Dort verfasste er 1834 die „Paměti duchovní osady Studnické“ (Chronik der geistlichen Gemeinde Studnice). 1846 wurde er zum Pfarrer von Boušín (Bauschin) ernannt, jedoch schon zwei Jahre später aus gesundheitlichen Gründen in den Ruhestand versetzt. Seinen Lebensabend verbrachte er in Malá Skalice (Kleinskalitz). Vermutlich dort lernte er die Schriftstellerin Božena Němcová kennen. Auch sein letztes Werk, die umfassende Geschichte der Stadt und Herrschaft Nachod („Památky hradu, města a panství Náchod i vlastkníkův jeho“) verfasste er damals. Allerdings konnte er dieses Werk nicht mehr vollenden. Der erste Teil wurde nach seinem Tod vom Neustädter Dekan Karel Rojek herausgegeben.
Ludvíks literarisches Werk wurde in verschiedenen Zeitschriften veröffentlicht, die patriotisch gesinnt waren und ebenfalls die nationale Erweckung verfolgten.
Josef Myslimír Ludvík starb am 1. Januar 1856 in Kleinskalitz. Sein Leichnam wurde auf dem dortigen Friedhof beigesetzt.

## Werk (Auswahl)
- Chimanyho utěšenky pro dítky k ušlechtění srdce (1824)
- Myslimír, po horách Krkonošských putující[2]
- Věrná ryzka aneb stálost lásky (1825) [Originaltitel: Wěrná Ryzka, anebo, Stálost Lásky]
- Bašta, strmiště v Saské Helvecii (In: Rozlíčnosti Pražských novin 1826)
- Romulus, první král Římský od Lafontaina (1827)
- Paměti duchovní osady Studnické (1834)
- Památky hradu, města a panství Náchoda, i vlastníkův jeho. Díl 1. Hradec Králové, 1857, gedruckt bei Lad. Pospíšil
- Památky hradu, města a panství Náchoda, i vlastníkův jeho (1856)[3]